# P. Girod

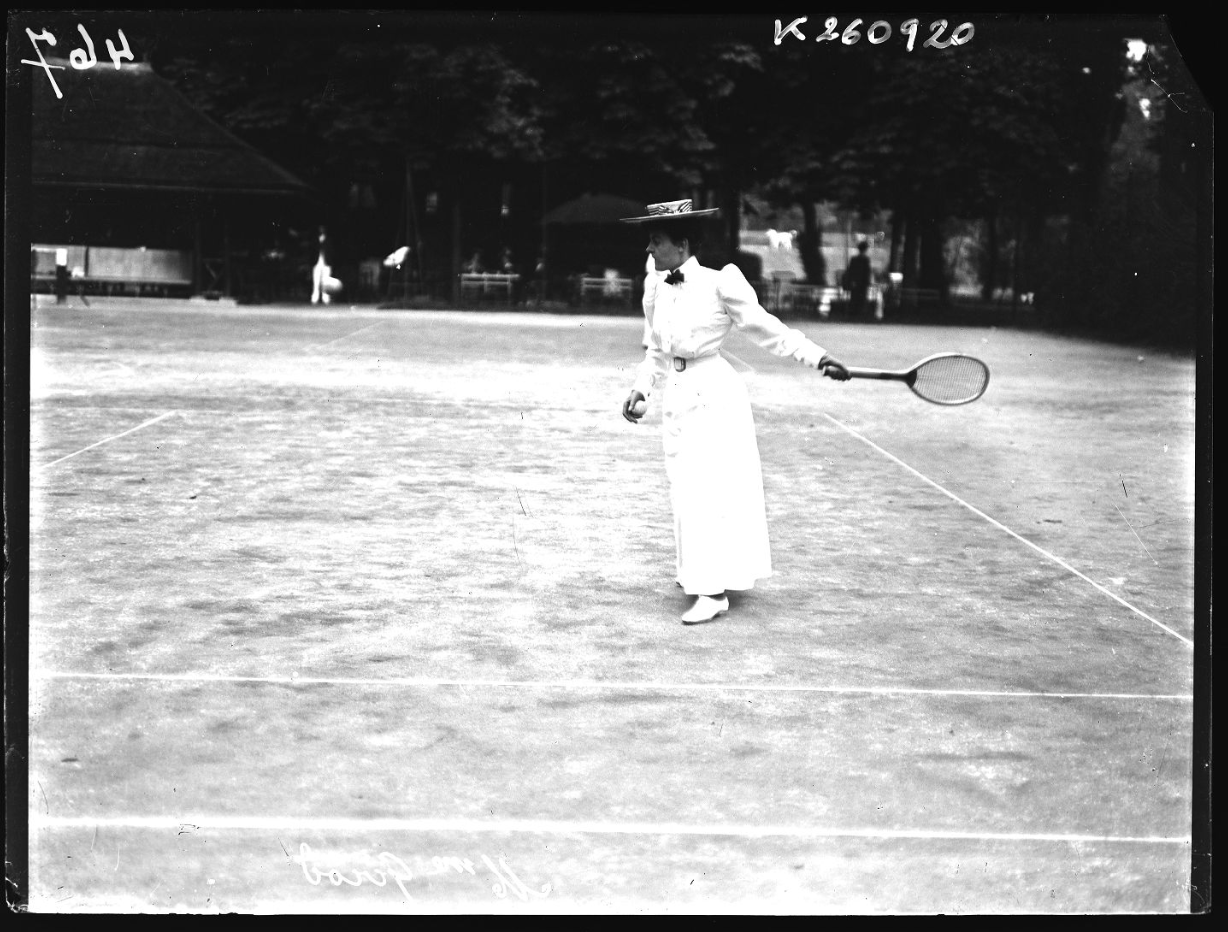
Suzanne Girod 1905

P. Girod var en fransk tennisspelare som var aktiv åren kring 1900.
P. Girod är känd för sina tre finaler i de slutna nationella franska grusmästerskapen (från 1925 internationella Franska mästerskapen) under perioden 1897-1902. Girod nådde finalen redan i de allra första mästerskapen där kvinnor deltog (1897). Hon förlorade finalen mot fransyskan Adine Masson (3-6, 1-6). Girod var åter i final 1901, denna gång segrade hon. Hennes finalmotståndare var Leroux (setsiffror ej tillgängliga?). Året därpå, 1902, förlorade hon titeln till Adine Masson.   

## Grand Slam-titlar
- Franska mästerskapen
  - Singel - 1901 (slutna nationella mästerskap)